# Калцијум-сулфат
Калцијум-сулфат је хемијско једињење чија је ознака   O4. У природи се јавља као минерал анхидрит, CaSO4 и као дихидрат, , који се назива гипс, а ако је зрнаст и потпуно бео - алабастер.
Загревањем на температури од 130 до 160 °C потпуно се мења кристална структура гипса и настаје полухидрат гипса: 
Даљим загревањем полухидрат губи сву воду, при чему се структура не мења, настаје у води растворан анхидрит. Додатком воде, пошто је реакција реверзибилна, очвршћавају и полухидрат и анхидрит задржавајући дати облик уз незнатно повећање запремине (што је корисно при добијању гипсаних одливака јер се испуњава свака шупљина калупа).
Гипс се највише користи као додатак цементу, али и за израду малтера (мешањем са кречом), лаких грађевинских плоча (са додацима трске и дрвењаче), вештачког мермера, као подлога за подове, у медицинске и зуботехничке сврхе, за производњу украса од гипса, и још за многе друге ствари.
Осим тога, гипс је и хемијска сировина за добијање сумпора, сумпорне киселине и вештачког ђубрива амонијум-сулфата, .